# التحيز الجنسي في ألعاب الفيديو

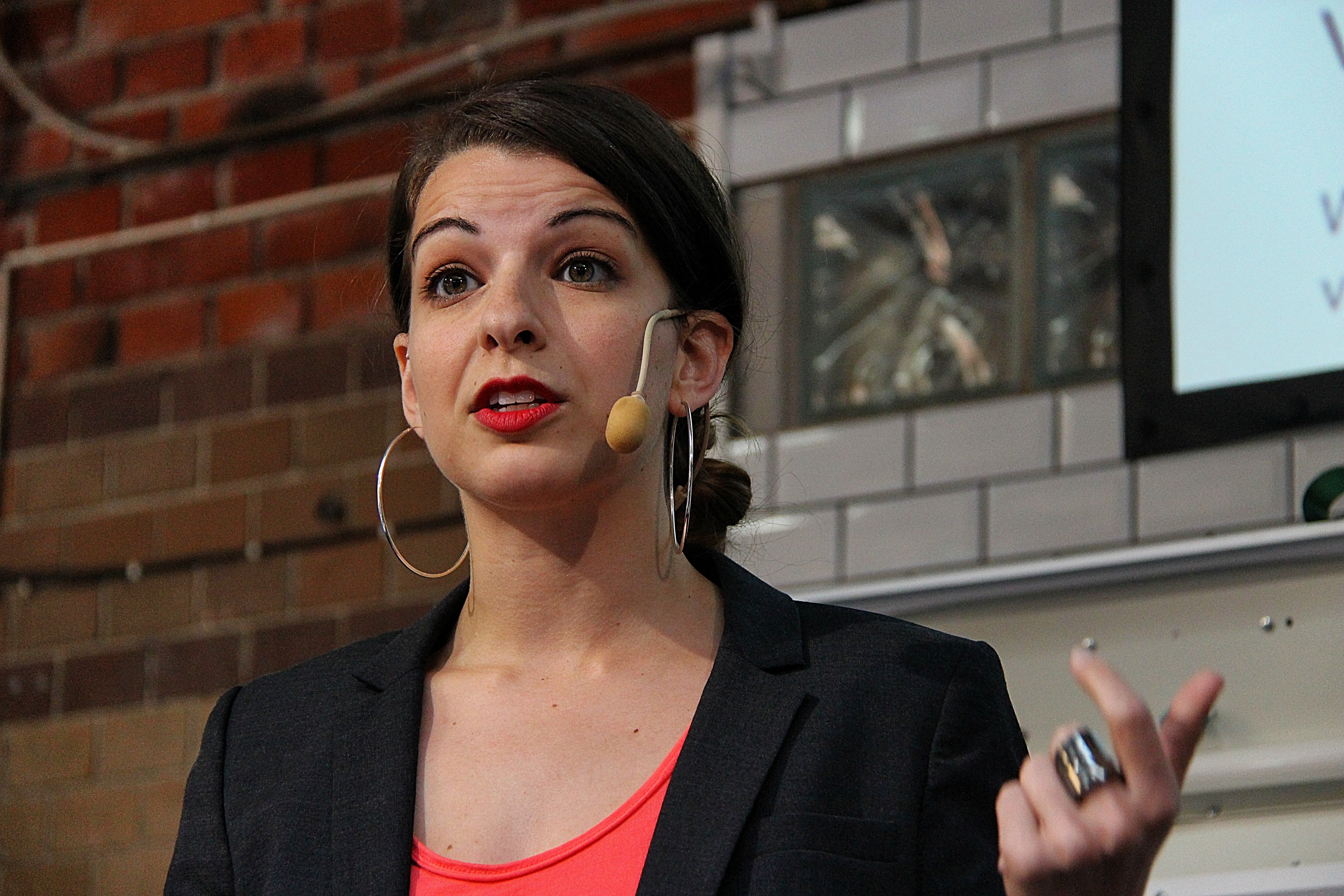

التحيز الجنسي في ألعاب الفيديو هو سلوك متحيز, أو تمييز قائم على الجنس، أو النوع الاجتماعي كما يعاني منه الأشخاص الذين يلعبون، ويصنعون ألعاب الفيديو، ولا سيما النساء، وقد يظهر هذا التحرش الجنسي، أو في الطريقة التي يتم بها تمثيل الجنسين في الألعاب، مثلما يتم عرض الشخصيات وفقا للمناظر والقوالب النمطية المتعلقة بنوع الجنس.
وقد تغيرت التركيبة الديمغرافية لثقافة ألعاب الفيديو منذ الثمانينيات والتسعينات من القرن الماضي، عندما كان ينظر إلى ألعاب الفيديو على أنها ذات أهمية خاصة للشباب، وتشكل النساء حوالي نصف عدد لاعبي الألعاب حتى 2010،  وقد ساهم هذا التغيير، فضلا عن حوادث المضايقات المعلن عنها مثل جدل جامرغيت في عام 2014، وقد تلقى الموضوع اهتماما متزايدا من قبل المتخصصين في هذا المجال وسائط الإعلام.

## السبب
تقوم الإشهارات والإعلانات بعرض مجموعة من ألعاب الفيديو دون تعريضها للفحص ومعرفة ما إذا كان هناك تحيز جنسي في اللعبة أم لا. ومنذ صدور جهاز نينتندو إنترتينمنت سيستم في الولايات المتحدة الأمريكية، بدأت النساء تُمثل في الألعاب على أنها أشياء جنسية فقط، حيث صرح بعض مطوري الألعاب في هذه الحقبة على غرار جاوكس والذي يشتغل في شركة أمستراد على أن هذا التحيز سببه أن «ثقافة المعلوميات تخضع لسيطرة ذكورية» ثم أضاف قائلا «ليست الألعاب هي التي تضم تحيزا جنسيا، لكن سوق العمل الذي نحن فيه يفرض علينا برمجة ألعاب تناسب هذا السوق».
هناك أسباب أخرى مقترحة، على غرار ما وجده الباحثين في جامعة أوهايو، والذين أكدوا على أن اللاعبين غير مسؤولين عن أقوالهم، حيث يعتقدون أنه من شبه المستحيل إيجاد فتاة للمنافسة في لعبة أون لاين، لذلك يتصرفون بطريقة أخرى.